# Troglodytes
Troglodytes és un gènere d'ocells de la família dels troglodítids (Troglodytidae) que habita principalment la zona Neotropical, però arribant en alguns casos fins a la zona holàrtica, incloent el caragolet eurasiàtic, l'única espècie de la família que habita Europa.

## Taxonomia
Segons la Classificació del Congrés Ornitològic Internacional (versió 15.1, 2025) aquest gènere està format per 18 espècies:
- Cargolet eurasiàtic (Troglodytes troglodytes Linnaeus, 1758)
- Cargolet hivernal (Troglodytes hiemalis Vieillot, 1819)
- Cargolet del Pacífic (Troglodytes pacificus Baird, SF, 1864)
- Cargolet de l'illa de Clarión (Troglodytes tanneri Townsend, CH, 1890)
- Cargolet americà (Troglodytes aedon Vieillot, 1809)
- (Troglodytes musculus Naumann, JF, 1823)
- Cargolet de Cozumel (Troglodytes beani Ridgway, 1885)
- (Troglodytes martinicensis Sclater, PL, 1866)
- (Troglodytes mesoleucus Sclater, PL, 1876)
- (Troglodytes musicus Lawrence, 1878)
- (Troglodytes grenadensis Lawrence, 1878)
- Cargolet de les Malvines (Troglodytes cobbi Chubb, C, 1909)
- Cargolet de l'illa de Socorro (Troglodytes sissonii Grayson, 1868)
- Cargolet cella-rogenc (Troglodytes rufociliatus Sharpe, 1882)
- Cargolet ocraci (Troglodytes ochraceus Ridgway, 1882)
- Cargolet muntanyenc (Troglodytes solstitialis Sclater, PL, 1859)
- Cargolet de Santa Marta (Troglodytes monticola Bangs, 1899)
- Cargolet dels tepuis (Troglodytes rufulus Cabanis, 1849)